# Schlacht von Halidsor
Die Schlacht von Halidsor (armenisch: Հալիձորի ճակատամարտ) fand im Frühjahr 1727 in der Festung Halidsor in der heutigen Region Sjunik in Armenien zwischen den armenischen Streitkräften unter der Führung von David Bek und der osmanischen Armee statt.

## Schlacht
Der Hauptbericht über die Schlacht von Halidzor stammt aus dem armenischen Werk Patmutiun Ghapanzwoz (armenisch: Պատմութիւն Ղափանցւոց) von Ghukas Sebastazi aus der Mitte des 18. Jahrhunderts. Die Schlacht fand im Rahmen einer größeren Militärkampagne statt, die das Osmanische Reich in den 1720er Jahren startete, um die Kontrolle über den Südkaukasus zu sichern. Dem ging ein Aufstand der armenischen Fürstentümer gegen die persische Herrschaft voraus, die die Unterstützung des nach Süden vorstoßenden Feldzugs Peter des Großen erwarteten, die jedoch nicht kam. Dem armenischen Kommandanten Davit Bek gelang die Vereinigung der Meliktümer in Sangesur, dem Süden von Sjunik, als Staat von Kapan mit der Festung Halidsor als Hauptort. Die Osmanen stießen dann in diese Region vor. Bereits 1723 zog er sich mit 300 Freiwilligen in die Festung zurück und hielt einer Belagerung durch eine osmanische Armee stand.
Im Frühjahr 1727 suchten David Bek und seine Anhänger, verfolgt von den Osmanen, Zuflucht in der Festung Halidsor. Die osmanische Armee belagerte Halidsor, wurde jedoch von kleinen armenischen Einheiten aus der Festung unaufhörlich angegriffen. David Beks Mitstreiter Mchitar und Ter Awetis taten ihr Bestes, um die Moral der Männer in der Festung zu stärken, indem sie verkündeten: „Habt Mut, fürchtet euch nicht, folgt uns, und wenn unser Ende gekommen ist, lasst uns tapfer sterben, denn für uns ist es besser, mutig außerhalb der Mauern zu sterben, als den Tod unserer Familien und Freunde innerhalb der Mauern vor unseren Augen zu sehen.“
Nach sieben Tagen gaben die Osmanen ihre Stellungen auf und zogen sich zurück. Armenischen Quellen zufolge zerstreuten sich die Reste der Armee in der ganzen Region, und in ihren Reihen herrschten Verwirrung und Panik.
Obwohl der Autor des Patmutiun Ghapantsvots die Größe der osmanischen Armee und die geringe Stärke der armenischen Streitkräfte übertreibt, muss der Unterschied zwischen den beiden Seiten deutlich zugunsten der osmanischen Angreifer ausgefallen sein. Der Sieg bei Halidsor gab den armenischen Rebellen großen Mut. Sie vertrieben daraufhin die osmanischen Streitkräfte aus dem Gebiet um Kapan und rückten anschließend nach Süden in Richtung Meghri vor.